# Flindersella acuticercus
Flindersella acuticercus är en insektsart som beskrevs av Kenneth Hedley Lewis Key 1976. Flindersella acuticercus ingår i släktet Flindersella och familjen Morabidae. Inga underarter finns listade i Catalogue of Life.